# Lake William Hovell
Lake William Hovell är en sjö i Australien. Den ligger i delstaten Victoria, omkring 160 kilometer nordost om delstatshuvudstaden Melbourne. 
I omgivningarna runt Lake William Hovell växer i huvudsak städsegrön lövskog. Runt Lake William Hovell är det mycket glesbefolkat, med 2 invånare per kvadratkilometer. Genomsnittlig årsnederbörd är 1 295 millimeter. Den regnigaste månaden är juli, med i genomsnitt 158 mm nederbörd, och den torraste är november, med 58 mm nederbörd.